# Sudanesischer Fußballpokal
Der Sudanesischer Fußballpokal, auch bekannt als Sudan Cup, ist ein nationaler sudanesischer Fußballwettbewerb. Der Wettbewerb wird seit 1963 von der Sudan Football Association ausgetragen.

## Sieger nach Jahr
| Jahr          | Sieger                              | Ergebnis                            | Finalist                            |
| ------------- | ----------------------------------- | ----------------------------------- | ----------------------------------- |
| 1963          | al-Merreikh Omdurman                |                                     |                                     |
| 1964 bis 1969 | keine Austragung                    | keine Austragung                    | keine Austragung                    |
| 1970          | al-Merreikh Omdurman                |                                     |                                     |
| 1971          | al-Merreikh Omdurman                |                                     |                                     |
| 1972          | al-Merreikh Omdurman                |                                     |                                     |
| 1973          | keine Austragung                    | keine Austragung                    | keine Austragung                    |
| 1974          | al-Merreikh Omdurman                |                                     |                                     |
| 1975 bis 1976 | keine Austragung                    | keine Austragung                    | keine Austragung                    |
| 1977          | al-Hilal Khartum                    |                                     |                                     |
| 1978          | al Nil SC (Khartoum)                |                                     |                                     |
| 1979 bis 1980 | keine Austragung                    | keine Austragung                    | keine Austragung                    |
| 1981          | Hay al-Arab SC                      |                                     |                                     |
| 1982          | al-Ahli SC (Wad Madani)             |                                     |                                     |
| 1983          | al-Merreikh Omdurman                |                                     |                                     |
| 1984          | al-Merreikh Omdurman                |                                     |                                     |
| 1985          | al-Merreikh Omdurman                |                                     |                                     |
| 1986          | al-Merreikh Omdurman                |                                     |                                     |
| 1987          | al-Mourada SC                       |                                     |                                     |
| 1988          | al-Merreikh Omdurman                |                                     |                                     |
| 1989          | al-Mourada SC                       |                                     |                                     |
| 1990          | al-Ittihad SC (Sudan)               | 1:0/2:1                             | al-Merreikh Hasahisa                |
| 1991          | al-Merreikh Omdurman                | 1:0                                 | Hilal Alsahil SC                    |
| 1992          | keine Austragung                    | keine Austragung                    | keine Austragung                    |
| 1993          | al-Merreikh Omdurman                | 3:1                                 | al-Hilal Khartum                    |
| 1994          | al-Merreikh Omdurman                | 1:0                                 | al-Hilal Khartum                    |
| 1995          | al-Mourada SC                       | :                                   | Hilal Alsahil SC                    |
| 1996          | al-Merreikh Omdurman                | 1:0                                 | al-Hilal Khartum                    |
| 1997          | al-Mourada SC                       | 2:0                                 | al-Merreikh Omdurman                |
| 1998          | al-Hilal Khartum                    | 0:0 5:4 (n. E.)                     | al-Merreikh Omdurman                |
| 1999          | al-Mourada SC                       |                                     |                                     |
| 2000          | al-Hilal Khartum                    | 3:0                                 | al-Ahli SC (Wad Madani)             |
| 2001          | al-Merreikh Omdurman                | 1:0                                 | al-Mourada SC                       |
| 2002          | al-Hilal Khartum                    | 2:0                                 | al-Merreikh Omdurman                |
| 2003          | keine Austragung                    | keine Austragung                    | keine Austragung                    |
| 2004          | al-Hilal Khartum                    | 0:0 3:2 (n. E.)                     | al-Merreikh Omdurman                |
| 2005          | al-Merreikh Omdurman                | 0:0 4:2 (n. E.)                     | al-Hilal Khartum                    |
| 2006          | al-Merreikh Omdurman                | 2:0                                 | al-Hilal Khartum                    |
| 2007          | al-Merreikh Omdurman                | 1:0                                 | al-Hilal Khartum                    |
| 2008          | al-Merreikh Omdurman                | 0:0 2:0 (n. E.)                     | al-Hilal Khartum                    |
| 2009          | al-Hilal Khartum                    | 2:1                                 | al-Merreikh Omdurman                |
| 2010          | al-Merreikh Omdurman                | 2:0                                 | al-Hilal Khartum                    |
| 2011          | al-Hilal Khartum                    | 2:0                                 | al-Merreikh Omdurman                |
| 2012          | al-Merreikh Omdurman                | 0:0 3:1 (n. E.)                     | al-Hilal Khartum                    |
| 2013          | al-Merreikh Omdurman                | 2:0                                 | al-Hilal Khartum                    |
| 2014          | al-Merreikh Omdurman                | 3:1                                 | al-Hilal Khartum                    |
| 2015          | al-Merreikh Omdurman                | 2:0                                 | al-Hilal Khartum                    |
| 2016          | al-Hilal Khartum                    | 2:1                                 | al Hilal El Obeid                   |
| 2017          | al-Ahly Shendi                      | 1:1 4:2 (n. E.)                     | al-Hilal Khartum                    |
| 2018          | al-Merreikh Omdurman                | 3:1                                 | al Hilal El Obeid                   |
| 2019          | keine Austragung                    | keine Austragung                    | keine Austragung                    |
| 2020          | Abbruch wegen der COVID-19-Pandemie | Abbruch wegen der COVID-19-Pandemie | Abbruch wegen der COVID-19-Pandemie |
| 2021          | Finale wurde nicht ausgetragen      | Finale wurde nicht ausgetragen      | Finale wurde nicht ausgetragen      |
| 2022          | al-Hilal Khartum                    | 0:0 4:3 (n. E.)                     | al-Ahli SC (Khartum)                |

1. ↑  al-Merreikh Omdurman trat nicht an. Das Finale wurde mit 2:0 für al-Hilal gewertet.
2. ↑  al-Merreikh Omdurman trat nicht an. Das Finale wurde mit 2:0 für al-Hilal gewertet.
3. ↑  al-Hilal trat nicht an. Das Finale wurde mit 2:0 für al-Merreikh Omdurman gewertet.
4. ↑  al-Hilal trat nicht an. Das Finale wurde mit 2:0 für al-Merreikh Omdurman gewertet.